# Russischer Friedhof von Sainte-Geneviève-des-Bois

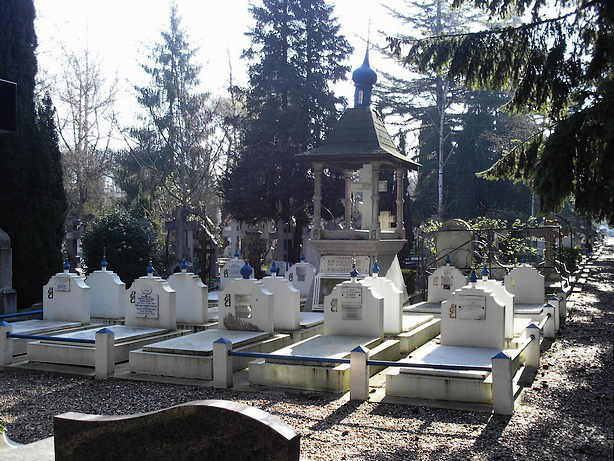
Russischer Friedhof von Sainte-Geneviève-des-Bois

Der Russische Friedhof von Sainte-Geneviève-des-Bois (französisch Cimetière russe, auch Cimetière de Liers) ist ein Friedhof in Sainte-Geneviève-des-Bois, einem südlichen Vorort der französischen Hauptstadt Paris.

## Allgemeines

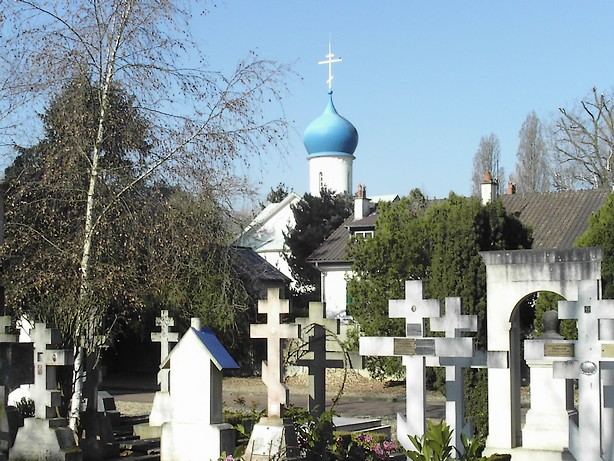
Mariä-Entschlafens-Kirche

Sainte-Geneviève-des-Bois gehört zum Arrondissement Palaiseau des Départements Essonne und liegt etwa 25 Kilometer vom Pariser Stadtzentrum entfernt. Der Friedhof befindet sich dort am Westrand des Gemeindewaldes (Forêt Communale) an der Rue Léo Lagrange.
Die Geschichte des russischen Friedhofs beginnt im nahen Château de la Cossonnerie, dem im 19. Jahrhundert erweiterten Hauptgebäude einer aus dem 18. Jahrhundert stammenden Farm. Hier siedelten sich 1926 weiße Emigranten an, die Russland bzw. die Sowjetunion nach der Oktoberrevolution 1917 verlassen hatten. Wenig später wurde das Gebäude von der englischen Adligen und Philanthropin Dorothy Wyndham Paget (1905–1960) erworben, die durch Bekanntschaft mit der Fürstenfamilie Meschtschorski auf Schicksal und Lebensumstände der Emigranten aufmerksam geworden war. Paget richtete im Château ein Altenheim für russische Emigranten ein. In Folge wurde ein Teil des seit 1879 bestehenden Gemeindefriedhofs dazugekauft.
Der erste verstorbene Emigrant wurde hier 1927 beerdigt; regelmäßige Beisetzungen fanden ab 1929 statt. 1931 gab es 31 Gräber. Die Zahl stieg auf 53 um 1935 und 83 im Jahr 1939. Auf dem Friedhof wurden insgesamt in 5220 Gräbern etwa 15.000 Personen beigesetzt. Heute finden aus Platzgründen keine weiteren Beerdigungen statt. 2008 beglich der russische Staat die privaten Schulden von insgesamt knapp 700.000 Euro der Besitzer von 648 Gräbern des Friedhofs, um diese zu erhalten.

### Kirche
Die russisch-orthodoxe Mariä-Entschlafens-Kirche (französisch Notre-Dame-de-l’Assomption; russisch Успенская церковь/Uspenskaja zerkow) des Friedhofs wurde ab 1938 im Nowgoroder Stil des 15. Jahrhunderts nach Entwürfen des Architekten und Malers Albert Benua errichtet, der gemeinsam mit seiner Ehefrau Margarita auch die Fresken in der Kirche malte. Die Weihe der Kirche fand am 14. Oktober 1939 statt.
Friedhof und Kirche sind als ein für Frankreich einzigartiges Ensemble und „weltweit größter russischer Emigrantenfriedhof“ seit 2006 als „Monument historique“ eingestuft.

## Gräber prominenter Personen

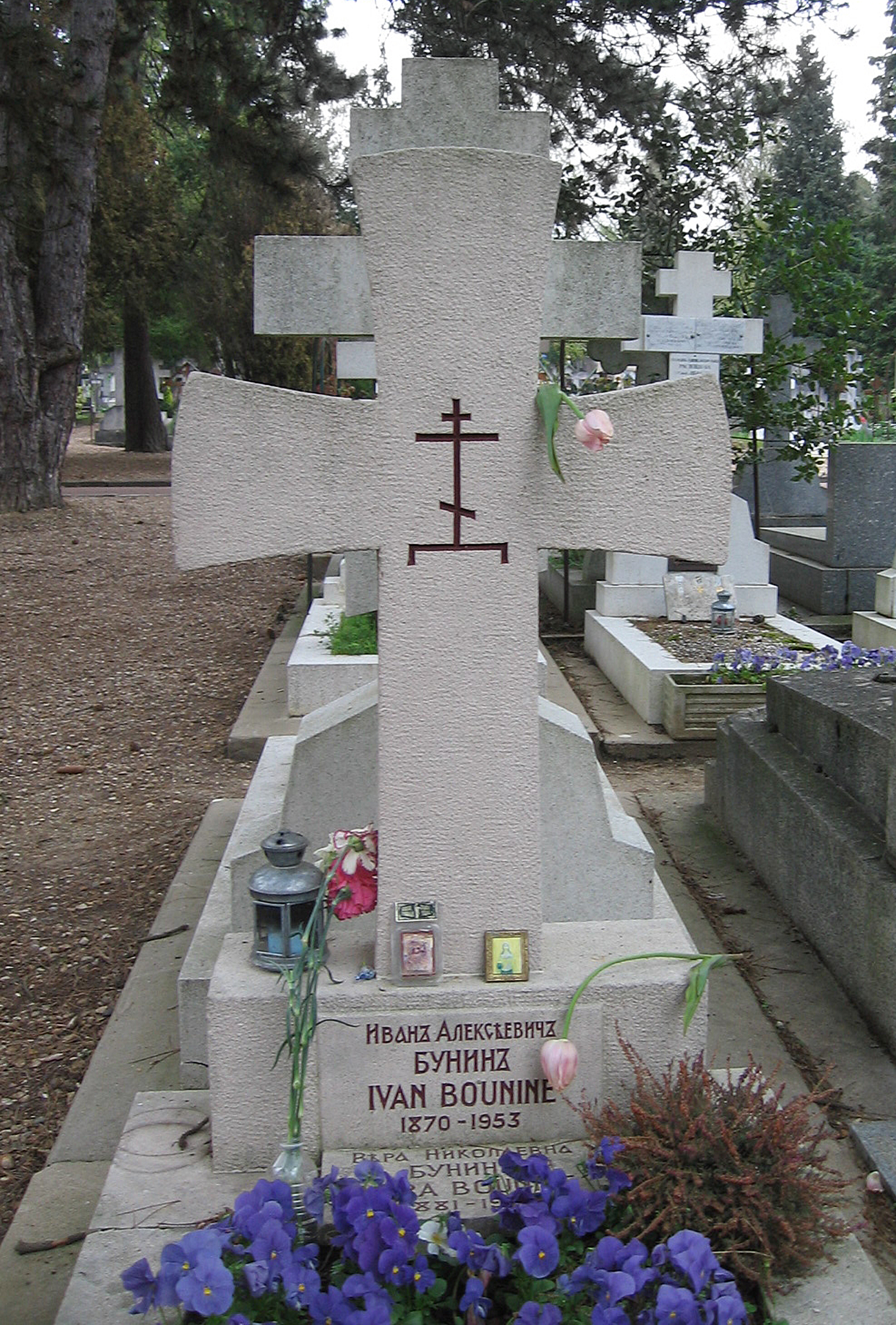
Grab von Iwan Bunin

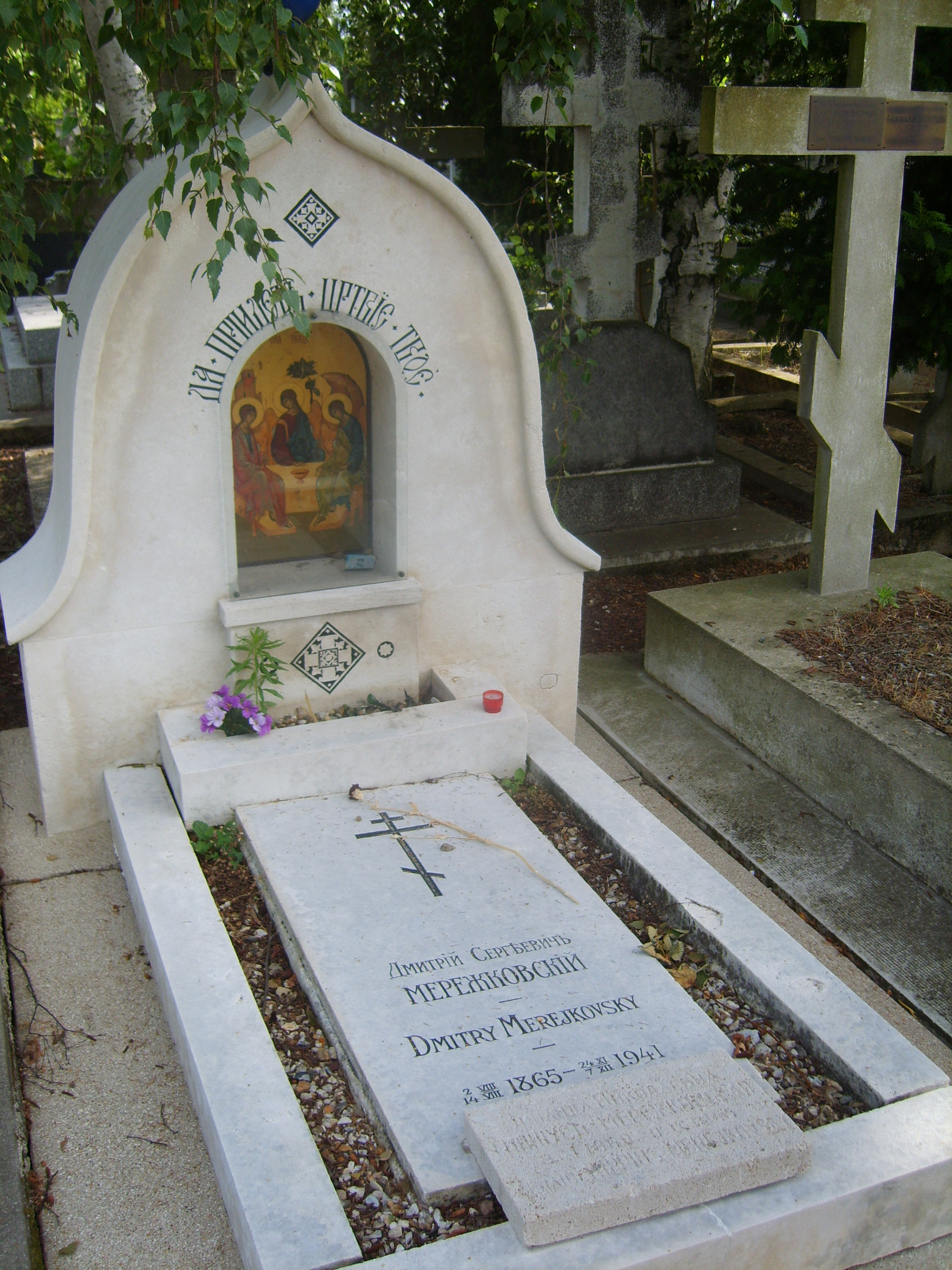
Grab von Sinaida Hippius und Dmitri Mereschkowski

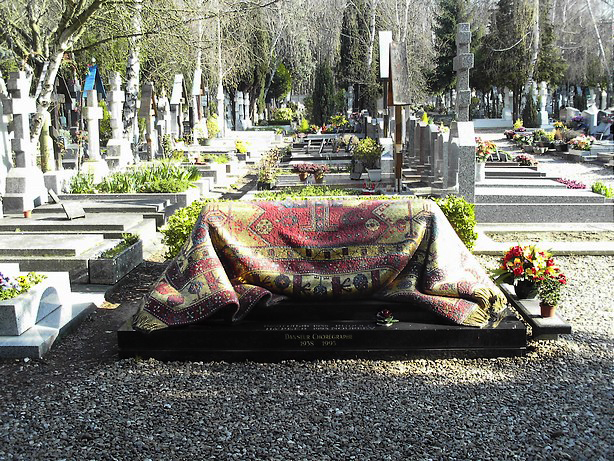
Grab von Rudolf Nurejew

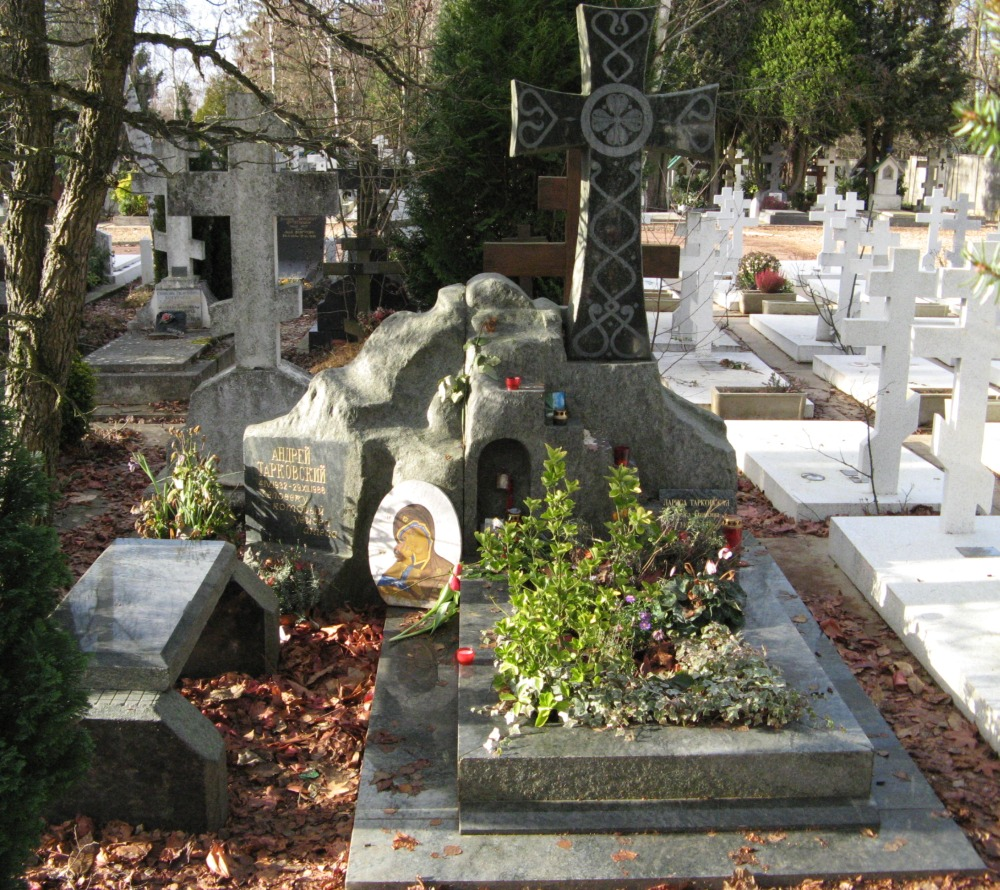
Grab Andrei Tarkowskis und seiner Ehefrau Larissa

### Gedenksteine

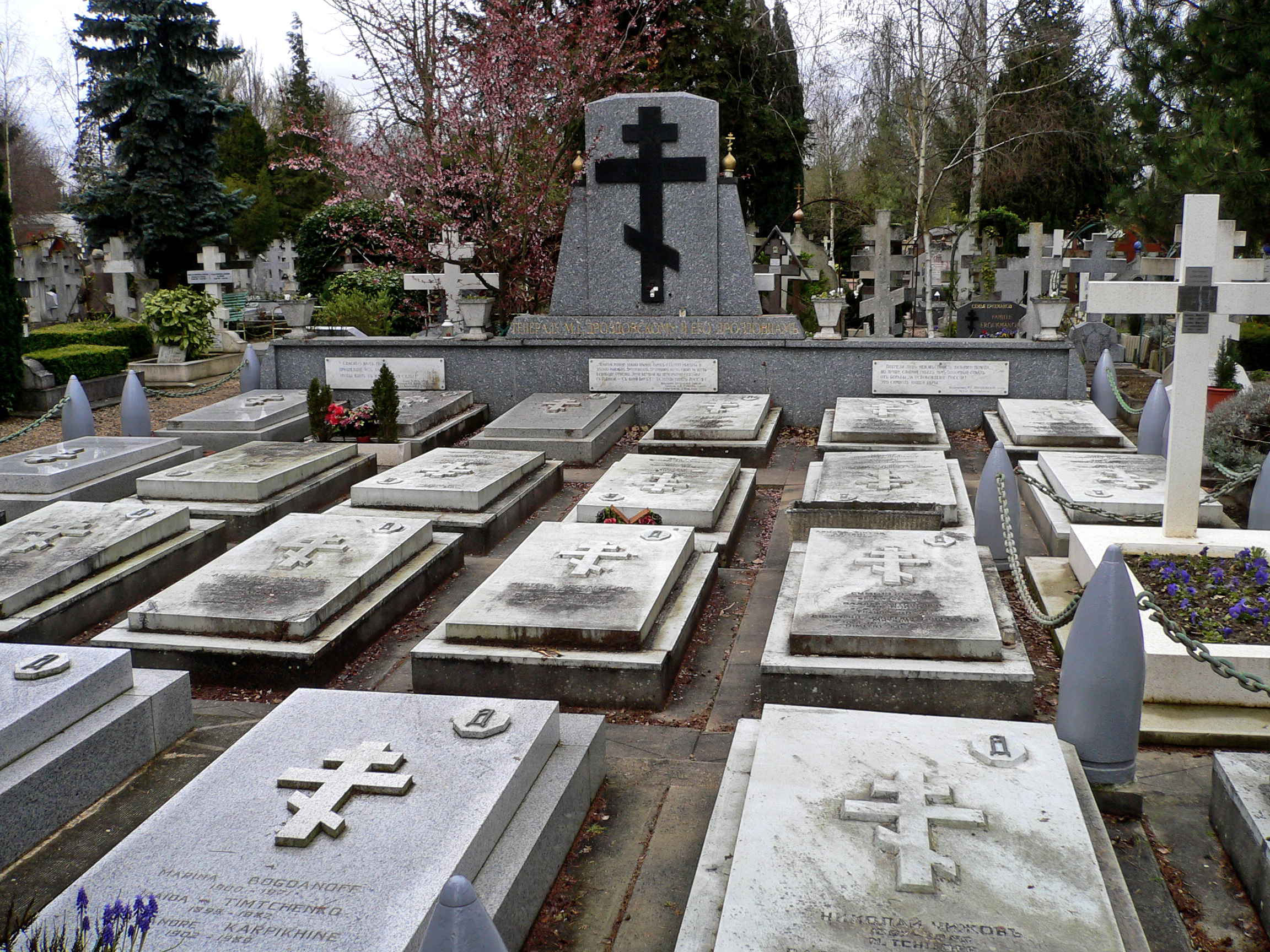
Grabstätte der Veteranen von General Drosdowski